# Jugendwerkhof „Junge Welt“ Freital
Der Jugendwerkhof „Junge Welt“ Freital war einer der Jugendwerkhöfe und damit ein Spezialheim zur Umerziehung „schwererziehbarer“ Jugendlicher als Teil der Jugendhilfe in der DDR.
Die Anlage befand sich in der Kreisstadt Freital an einem Seitenweg der Schachtstraße im Stadtteil Döhlen und bestand aus zwei langgestreckten Barackenreihen mit der postalischen Adresse Schachtstraße 97. Der Jugendwerkhof wurde 1949 eingerichtet und bis 1989 genutzt. Nach späteren Schilderungen eines im Werkhof Untergebrachten fanden sich dort Schlaf- und Aufenthalts- bzw. Tagesräume für Jugendliche in Holzbauten, in steinernen Baracken Speiseraum, Sanitärtrakt, Verwaltungsräume sowie ein Umkleideraum, ein Schulungsraum und eine Sporthalle. Die Gebäude in dem nach der Wende ungenutzten Areal waren noch 1998 erhalten und wurden danach im Zuge des Neubaus der Bundesautobahn 17 abgerissen. Ein Teil des Geländes wird heute vom Wertstoffhof Saugrund genutzt.
Der Jugendwerkhof befand sich in der Nähe des Saugrund-Areals, auf dem sich vier Absetzbecken (Schlammteiche) einer Uranaufbereitungsanlage der SDAG Wismut sowie mit radioaktiv belastetem Material aufgeschüttete Halden befanden. Der Schlammteich 4 war nicht abgedeckt und bot eine offene Wasserfläche, auf der die Jugendlichen des Werkhofs im Winter Schlittschuh liefen. Die Gefahr durch die Strahlenbelastung im Umfeld war behördlich bekannt, Schutzmaßnahmen für die Bewohner des Jugendwerkhofs oder die Anwohner wurden nicht veranlasst. Messungen an Nachbargebäuden in den 1990er Jahren belegten eine Radon-Konzentration vom bis zu Zwanzigfachen des Richtwertes, die eine Exposition auch der Jugendlichen der „Jungen Welt“ mit Radon und anderen radioaktiv verseuchten Substanzen sehr  wahrscheinlich macht. Die Sanierung der Bergbaualtlasten im Saugrund endete 2019 mit der Revitalisierung des Schlammteichs 4.
Es lebten zeitweise bis zu 130 ausschließlich männliche Jugendliche im Alter von 14 bis 18 Jahren im Jugendwerkhof. Sie waren in nach verdienten Kommunisten benannten Gruppen zu je etwa 20 Personen eingeteilt. Die Jugendlichen konnten eine Lehre als Hilfsschlosser im benachbarten VEB Edelstahlwerk 8. Mai 1945 absolvieren. Ihr Arbeitsweg führte sie an den Schlammteichen vorbei auf das Werksgelände. Dort mussten sie im Dreischichtsystem Zwangsarbeit auch in schweren körperlichen Tätigkeiten verrichten. Im Jugendwerkhof Freital wurden bei Visitationen 1963 Vergehen des Personals festgestellt, ohne mögliche resultierende Konsequenzen zu dokumentieren. Einige der Jugendlichen wurden nach Verstößen gegen die Heimordnung in den Geschlossenen Jugendwerkhof Torgau eingewiesen.
In den 1970er Jahren war Heinz Rödig Direktor des Jugendwerkhofs Freital, er erhielt für seine Tätigkeit 1972 den Ehrentitel „Verdienter Lehrer des Volkes“. Eine 1979 vorgesehene Kapazitätserweiterung der Anlage um weitere 100 Plätze wurde nicht realisiert.